# P0f
p0f (« passive OS fingerprinting ») est un logiciel permettant de faire de la détection de systèmes d’exploitation de manière passive, par écoute du réseau.
Il analyse les trames transitant sur le réseau (le segment analyse) et les compare avec une base de données des caractéristiques de chaque OS (prise d’empreintes) afin d’en retrouver l’OS correspondant :
- détection de la présence d’un pare-feu et NAT ;
- détection d’un load balancer (répartiteur de charge réseau) ;
- détection de la distance de la machine distante ainsi que depuis combien de temps la machine est démarrée.

p0f est totalement passif. Il ne génère aucun trafic réseau supplémentaire puisqu'il ne fait qu'analyser le trafic réseau.